# Dalechampia schenckiana
Dalechampia schenckiana är en törelväxtart som beskrevs av Ferdinand Albin Pax och Käthe Hoffmann. Dalechampia schenckiana ingår i släktet Dalechampia och familjen törelväxter. Inga underarter finns listade i Catalogue of Life.